# Coupe du monde de course en montagne 2015
Navigation
2014 2016
La Coupe du monde de course en montagne 2015 est la dix-septième édition de la Coupe du monde de course en montagne, compétition internationale de courses en montagne organisée par l'association mondiale de course en montagne.

## Règlement
Le barème de points est revu cette année. Le calcul est identique dans les catégories féminines et masculines. Le score final cumule les 4 meilleures performances de la saison. Pour être classé, un athlète doit participer à au moins deux épreuves.
| Classement                                | 1er | 2e  | 3e | 4e | 5e | 6e | 7e | 8e | 9e | 10e | 11e | 12e | 13e | 14e | 15e |
| ----------------------------------------- | --- | --- | -- | -- | -- | -- | -- | -- | -- | --- | --- | --- | --- | --- | --- |
| Points pour les championnats et la finale | 125 | 100 | 80 | 70 | 60 | 55 | 50 | 45 | 40 | 35  | 30  | 25  | 20  | 15  | 10  |
| Points pour les autres courses            | 100 | 80  | 60 | 50 | 45 | 40 | 35 | 30 | 25 | 20  | 0   | 0   | 0   | 0   | 0   |

## Programme
Le calendrier se compose de six courses.
| Nom de la course                    | Distance               | Dénivelé                              | Pays        | Date              |
| ----------------------------------- | ---------------------- | ------------------------------------- | ----------- | ----------------- |
| Course du Ratitovec                 | 11,1 km () / 7,3 km () | +1 170 m () / +872 m ()               | Slovénie    | 7 juin 2015       |
| Montée du Grand Ballon              | 13,2 km () / 9,0 km () | +1 160 m/-110 m () / +850 m/-110 m () | France      | 14 juin 2015      |
| Course de montagne du Grintovec     | 9,6 km                 | +1 975 m                              | Slovénie    | 26 juillet 2015   |
| Course de montagne de l'Asitzgipfel | 6,8 km                 | +926 m                                | Autriche    | 6 septembre 2015  |
| Championnats du monde               | 13 km () / 8,9 km ()   | +/-720 m () / +/-480 m ()             | Royaume-Uni | 19 septembre 2015 |
| Course de Šmarna Gora               | 10 km                  | +710 m/-340 m                         | Slovénie    | 3 octobre 2015    |

## Résultats

### Hommes
La course du Ratitovec, première manche de la Coupe, compte comme championnats de Slovénie de course en montagne. Le Britannique Andrew Douglas s'impose devant le Suisse David Schneider. Le Slovène Miran Cvet complète le podium et décroche le titre national. L'Érytréen Petro Mamu s'impose sur la seconde manche du Grand Ballon et devance son compatriote Azerya Teklay. Le Britannique Andrew Douglas termine sur la troisième marche du podium devant son compatriote Robbie Simpson. La course de montagne du Grintovec est dominée par le favori local Nejc Kuhar. Il devance le Kényan Francis Wangari et le Suisse Schneider. Le parcours de la course de montagne de l'Asitzgipfel est raccourci à la suite des récentes chutes de neige. La course offre un duel serré entre les Érytréens Abraham Kidane et Petro Mamu. Ce dernier cède finalement pour une seconde. Le podium est complété par Francis Wangari. L'Ougandais Fred Musobo domine la course des championnats du monde. Les jumeaux Dematteis effectuent une excellente course mais l'Écossais Simpson parvient à s'immiscer entre eux pour décrocher la troisième marche du podium derrière Bernard. Le champion du monde Musobo remporte la finale à Šmarna Gora et se classe ainsi troisième de la coupe. L'Italien Alex Baldaccini termine deuxième devant Robbie Simpson qui se classe finalement deuxième. Andrew Douglas termine cinquième, ce qui lui permet de remporter le classement de la Coupe du monde.
- Championnats et finale (125 points au vainqueur)

| Course                              | Vainqueur      | Deuxième          | Troisième       |
| ----------------------------------- | -------------- | ----------------- | --------------- |
| Course du Ratitovec                 | Andrew Douglas | David Schneider   | Miran Cvet      |
| Montée du Grand Ballon              | Petro Mamu     | Azerya Teklay     | Andrew Douglas  |
| Course de montagne du Grintovec     | Nejc Kuhar     | Francis Wangari   | David Schneider |
| Course de montagne de l'Asitzgipfel | Abraham Kidane | Petro Mamu        | Francis Wangari |
| Championnats du monde               | Fred Musobo    | Bernard Dematteis | Robbie Simpson  |
| Course de Šmarna Gora               | Fred Musobo    | Alex Baldaccini   | Robbie Simpson  |

### Femmes
La gagnante du Grand Prix WMRA 2011 Lucija Krkoč s'impose au Ratitovec et décroche le titre national. La Hongroise Timea Merényi et la Polonaise Dominika Wiśniewska-Ulfik complètent le podium. Annoncée comme favorite à la montée du Grand Ballon, la Britannique Emma Clayton est battue par sa compatriote Sarah Tunstall. Timea Merényi termine troisième devant la Polonaise Wiśniewska-Ulfik. La Slovène Karmen Klančnik arrache de justesse la victoire au Grintovec devant Timea Merényi. L'Italienne Antonella Confortola s'impose largement sur le parcours raccourci de la course de montagne de l'Asitzgipfel. Sarah Tunstall et Timea Merényi complètent le podium. L'Ougandaise Stella Chesang effectue une course sans faute et s'impose largement aux championnats du monde à Betws-y-Coed. Les favorites locales Emily Collinge, Emma Clayton et Sarah Tunstall réalisent un joli tir groupé derrière la championne. Sarah Tunstall s'impose lors de la finale à Šmarna Gora et remporte la Coupe. L'Italienne Alice Gaggi termine deuxième et Dominika Wiśniewska-Ulfik, troisième.
- Championnats et finale (125 points au vainqueur)

| Course                              | Vainqueur            | Deuxième       | Troisième                 |
| ----------------------------------- | -------------------- | -------------- | ------------------------- |
| Course du Ratitovec                 | Lucija Krkoč         | Tímea Merényi  | Dominika Wiśniewska-Ulfik |
| Montée du Grand Ballon              | Sarah Tunstall       | Emma Clayton   | Tímea Merényi             |
| Course de montagne du Grintovec     | Karmen Klančnik      | Tímea Merényi  | Veronika Jurišić          |
| Course de montagne de l'Asitzgipfel | Antonella Confortola | Sarah Tunstall | Tímea Merényi             |
| Championnats du monde               | Stella Chesang       | Emily Collinge | Emma Clayton              |
| Course de Šmarna Gora               | Sarah Tunstall       | Alice Gaggi    | Dominika Wiśniewska-Ulfik |

## Classements
| Rang          | Nom             | Course 1 | Course 2 | Course 3 | Course 4 | Course 5 | Course 6 | Points |
| ------------- | --------------- | -------- | -------- | -------- | -------- | -------- | -------- | ------ |
| Médaille d'or | Andrew Douglas  | 100      | 60       |          | 25       | 55       | 60       | 275    |
| 2             | Robbie Simpson  |          | 50       |          | 45       | 80       | 80       | 255    |
| 3             | Fred Musobo     |          |          |          |          | 125      | 125      | 250    |
| 4             | David Schneider | 80       |          | 60       | 40       |          | 70       | 250    |
| 5             | Petro Mamu      |          | 100      |          | 80       |          |          | 180    |
| 6             | Francis Wangari |          |          | 80       | 60       |          |          | 140    |

| Rang          | Nom                       | Course 1 | Course 2 | Course 3 | Course 4 | Course 5 | Course 6 | Points |
| ------------- | ------------------------- | -------- | -------- | -------- | -------- | -------- | -------- | ------ |
| Médaille d'or | Sarah Tunstall            |          | 100      |          | 80       | 70       | 125      | 375    |
| 2             | Timea Merényi             | 80       | 60       | 80       | 60       |          |          | 280    |
| 3             | Dominika Wiśniewska-Ulfik | 60       | 50       |          | 35       |          | 80       | 225    |
| 4             | Karmen Klančnik           | 40       |          | 100      | 25       |          | 40       | 205    |
| 5             | Emma Clayton              |          | 80       |          |          | 80       |          | 160    |
| 6             | Jana Bratina              | 50       |          | 50       |          |          | 60       | 160    |